# Khướu mỏ dẹt bé
Khướu mỏ dẹt bé (danh pháp khoa học: Sinosuthora webbiana) là một loài chim trong họ Paradoxornithidae hoặc xếp trong phân họ Paradoxornithinae của họ Sylviidae.
Nó được tìm thấy tại Trung Quốc, Bán đảo Triều Tiên, Mông Cổ, Nga, Đài Loan, và Việt Nam. Môi trường sống tự nhiên của nó là các khu rừng ẩm ướt miền núi nhiệt đới, cận nhiệt đới và ôn đới.

## Mô tả
Khướu mỏ dẹt bé là loài khướu mỏ dẹt tương đối nhỏ và có đuôi dài. Chiều dài của nó khoảng 11 và 12,5 cm (4,3–4,9 in). Trọng lượng cơ thể có sự khác biệt nhẹ giữa hai giới, với chim trống cân nặng 8,5 đến 11 g (0,30–0,39 oz) và chim mái cân nặng 7 đến 12 cm (2,8–4,7 in). Đuôi thuôn đều và giống như các loài khướu mỏ dẹt khác thì mỏ của nó ngắn và lỗ mũi được che khuất bởi các lông ria cứng. Bộ lông là tương tự ở cả hai giới, ở phân loài danh định thì phần phía lưng có màu nâu ấm áp, nâu sẫm ở cánh (nhuốm màu nâu hạt dẻ trên các lông bay). Ngực trên và họng có màu kem ánh hồng với các vệt nâu trên phần họng. Hai bên hông có màu tương tự như phần lưng nhưng hơi có ánh vàng nâu da bò, còn phần bụng có màu kem-vàng nâu da bò hòa dần vào màu phía ngực. Chỏm đầu và trán có màu nâu đỏ hồng, với mống mắt màu xám nhạt và mỏ hoặc là màu xám đá phiến hoặc màu nâu với chóp mỏ nhạt màu hơn hoặc có màu vàng.

## Tập tính
Giống như các loài khướu mỏ dẹt khác và các loài khướu trong họ Khướu, khướu mỏ dẹt nhỏ là loài có tính xã hội cao, thường bắt gặp trong các nhóm. Các đàn chim này dao động về quy mô trong suốt cả năm, với số lượng xuống thấp nhất trong mùa sinh sản và tăng lên nhiều tới 140 con trong mùa đông. Các thành viên của các đàn khướu mỏ dẹt mùa đông tại Đài Loan được một nghiên cứu mô tả là bao gồm bốn loại thành viên là: các thành viên cốt lõi không bao giờ rời bỏ đàn; các thành viên thường xuyên thì nói chung sinh sống trong đàn nhưng đôi khi lại gia nhập hay di chuyển sang đàn khác; các thành viên trôi nổi thì di chuyển giữa các đàn khác nhau; và các thành viên ngoại biên thường sống trong đàn không quá 2 tháng và được cho là những kẻ viếng thăm đến từ khu vực khác. Phạm vi của các đàn khướu mỏ dẹt mùa đông lớn có thể chồng lấn lên phạm vi của các đàn khướu mỏ dẹt khác và các đàn khi di chuyển gần nhau thì cùng duy trì sự cố kết trong đàn của mình.

## Phân loại và hệ thống học

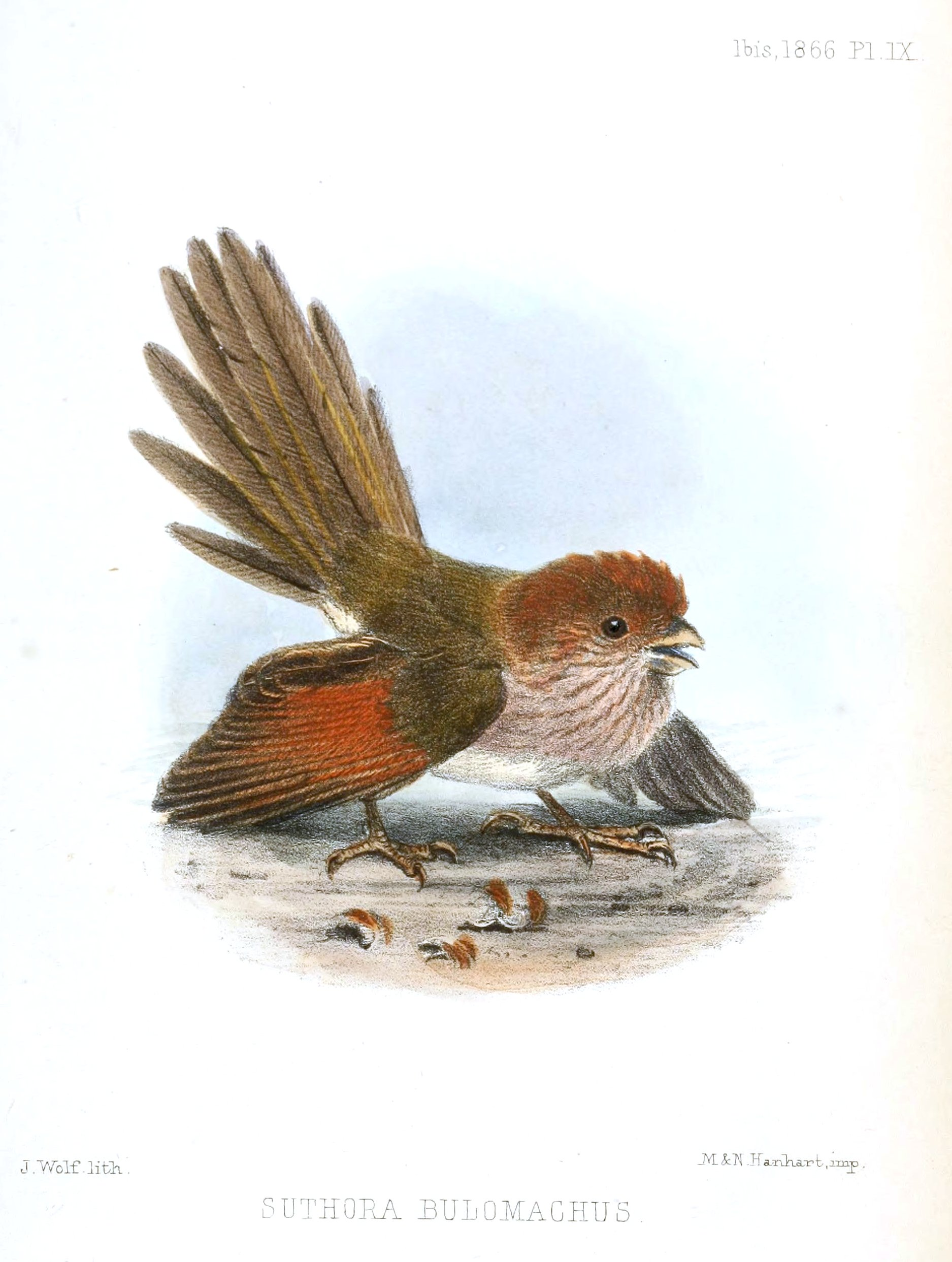
Minh họa của Joseph Wolf (năm 1866).

Khướu mỏ dẹt bé được John Gould mô tả năm 1852 và đặt trong chi Suthora, nơi nó được xếp cùng các loài khướu mỏ dẹt bé khác có màu nâu hơn. Sau này khi các loài khướu mỏ dẹt được sáp nhập vào 2 chi là Conostoma và Paradoxornis thì loài này được xếp trong chi Paradoxornis. Các nghiên cứu DNA gần đây cho thấy chi Paradoxornis nghĩa rộng là cận ngành, và điều đó có nghĩa là nó nên được chia tách ra. Từng có đề xuất cho rằng khướu mỏ dẹt bé nên được đặt trong chi Sinoparadoxornis. Khướu mỏ dẹt bé có quan hệ họ hàng rất gần với khướu mỏ dẹt họng xám, và các trường hợp lai ghép giữa hai loài này đã được ghi nhận tại Việt Nam và Trung Quốc, cũng như tại Italia, nơi mà chúng đã được du nhập vào
Tính từ định danh webbiana là để vinh danh nhà thực vật học người Anh là Philip Barker Webb. Vì thế, đôi khi trong tiếng Anh người ta gọi nó là Webb's parrotbill (khướu mỏ dẹt Webb).

## Môi trường sống và dịch chuyển
Khướu mỏ dẹt bé có khu vực sinh sống trải rộng từ miền bắc Việt Nam tới miền nam Mãn Châu, và chiếm lĩnh một khoảng rộng các môi trường sống trong khu vực này. Nói chung nó thường được tìm thấy trong các môi trường sống đồng rừng hơi thưa, bao gồm các vùng cây bụi, đồng rừng thuộc các giai đoạn thứ cấp từ kế tục sớm tới trưởng thành muộn, bìa rừng, các bụi rậm và các lùm tre trúc. Nó cũng chiếm lĩnh các bờ giậu, các đám lau sậy và đầm lầy. Chúng cũng thích nghi với các môi trường sống bị con người biến đổi như các đồn điền, trang trại trồng chè hay các vườn ươm cây. Tại Trung Quốc nó được tìm thấy trong các khu vực núi thấp, tại Tứ Xuyên nó bị thay thế từ độ cao 1.000 m (3.300 ft) trên mực nước biển trở lên bởi khướu mỏ dẹt họng xám, trong khi tại Đài Loan, nơi nó là loài khướu mỏ dẹt duy nhất, thì nó chiếm các cao độ từ sát mực nước biển cho tới độ cao 3.100 m (10.200 ft) và như thế nó là loài chim chiếm hốc sinh thái rộng nhất trong số các loài chim có trên hòn đảo này.

## Phân loài
- S. w. mantschurica (Taczanowski, 1885): Đông nam Nga và đông bắc Trung Quốc.
- S. w. fulvicauda (Campbell, CW, 1892): Tỉnh Hà Bắc (đông Trung Quốc) và bán đảo Triều Tiên
- S. w. suffusa (Swinhoe, 1871): Trung và đông nam Trung Quốc, đông bắc Việt Nam.
- S. w. webbiana (Gould, 1852): Các tỉnh Giang Tô và Chiết Giang (đông Trung Quốc).
- S. w. elisabethae (La Touche, 1922): Miền nam Trung Quốc và tây bắc Việt Nam.
- S. w. bulomacha (Swinhoe, 1866): Đài Loan.